# Nenni Delmestre
Nenni Delmestre (Split, 1958.[nedostaje izvor]), hrvatska kazališna redateljica. 
Na Međunarodnom Sveučilištu Floride, Miami, SAD, diplomira tehnologiju komunikacija 1981., te na istom sveučilištu diplomira kazališnu režiju 1984. Od tada režira u Hrvatskoj, Sloveniji, Venezueli, Meksiku, Italiji i Makedoniji.
Delmestre prevodi dramske tekstove s engleskog, španjolskog i talijanskog jezika. Objavljuje eseje o kazalištu u zemlji i inozemstvu. Od 1997. kućni je redatelj HNK u Splitu, a u sezoni 2002./2003. vrši dužnost ravnateljice Drame HNK Split. Od 2002. do 2004. ravnateljica je dramskog programa Splitskog ljeta. Gotovo sve njene predstave prikazane su na domaćim i međunarodnim festivalima, gdje su ovjenčane brojnim nagradama. Vrlo često režira predstave po tekstovima suvremenih hrvatskih autora kao što su Elvis Bošnjak, Lada Kaštelan, Darko Lukić, Nina Mitrović, Ivan Vidić i drugi.

## Nagrade
- 1991. Marul (Marulićevi dani) za režiju predstave Pustolov pred vratima Milana Begovića.
- 1993. Judita (Splitsko ljeto) za režiju predstave Saloma Miroslava Krleže.
- 2001. Marul (Marulićevi dani) za režiju predstave Otac Elvisa Bošnjaka.
- 2003. Marul (Marulićevi dani) za režiju predstave Nosi nas rijeka Elvisa Bošnjaka.
- 2005. Marko Fotez (HNK Split) za režiju predstava Oluja Williama Shakespearea i Nosi nas rijeka Elvisa Bošnjaka.

## Vanjske poveznice
- Službena stranica